# رهطان (حورة)

تعديل مصدري - تعديل

رهطان هي إحدى قرى عزلة حوره بمديرية حورة التابعة لمحافظة حضرموت، بلغ تعداد سكانها 204 نسمة حسب تعداد اليمن لعام 2004.